# Es ist soweit (Album)
Es ist soweit ist das fünfte Studioalbum der deutschen Rockband Böhse Onkelz. Es erschien am 1. August 1990 über das Label Metal Enterprises. Innerhalb von zwei Wochen nach Erscheinen wurden 30.000 Exemplare des Albums verkauft.

## Entstehungsgeschichte
Mit diesem Album vollzog die Band eine musikalische Weiterentwicklung, da sich der Stil erstmals durchgängig an Elementen des Metal orientiert. Auch die Texte wurden tiefgründiger, da diese sich mit mehr als nur Spaß an Alkohol und Gewalt beschäftigen. Es war das letzte Album für Metal Enterprises, da der Vertrag mit Ingo Nowotny nach der Veröffentlichung auslief. Die Böhsen Onkelz trennten sich im Streit von dem Label, das kurz darauf den gleichen Weg wie Rock-O-Rama beschreiten sollte und zu einem Rechtsrock-Label wurde.
Kurz nach der Aufnahme des Albums wurde Andreas Trimborn, genannt Trimmi, der beste Freund der Band, ermordet. Daraufhin veranlasste die Band, dass das Album ihm gewidmet wird. Der dazugehörige Text allerdings befindet sich nur auf der LP, da die CD-Cover zu dieser Zeit bereits gedruckt waren.
Einige Stücke des Albums wie zum Beispiel Nichts ist für die Ewigkeit, 10 Jahre oder Wilde Jungs wurden im Laufe der Zeit bei den Fans besonders beliebt und wurden bis zur Auflösung der Band 2005 stets auf den Konzerten gespielt.
Die Onkelz haben es nach einem jahrelangen Rechtsstreit geschafft, die Rechte an diesem Album zurückzuerlangen, welche vorher bei Metal Enterprises lagen. Das Album wurde daraufhin auf dem Onkelz-eigenen Label Regel23 Recordings neu aufgelegt.

## Covergestaltung
Das Cover des Albums ist laut Aussage des Schlagzeugers Peter Schorowsky eine Collage aus einem unveröffentlichten Comic von Prof. Jean-Ullysses Völker von der Hochschule Mainz, die in vier Teile eingeteilt ist. Ganz oben befindet sich der Schriftzug Böhse Onkelz, rechts unten ist hochkant der Schriftzug Es ist soweit angebracht. Bei der CD-Version befindet sich außerdem links ein weiterer Schriftzug, der auf den zusätzlichen Bonus-Song Leiden hinweist.

## Titelliste
| #  | Titel                             | Länge |
| -- | --------------------------------- | ----- |
| 1  | 10 Jahre                          | 4:13  |
| 2  | Nekrophil                         | 4:01  |
| 3  | Wilde Jungs                       | 4:10  |
| 4  | Nichts ist für die Ewigkeit       | 5:33  |
| 5  | Wenn du einsam bist               | 4:14  |
| 6  | Keine ist wie du                  | 3:13  |
| 7  | Hast du Sehnsucht nach der Nadel? | 3:48  |
| 8  | Paradies                          | 3:37  |
| 9  | Das Leben ist ein Spiel           | 4:01  |
| 10 | Es ist soweit                     | 4:46  |
| 11 | Leiden (CD-Bonus)                 | 3:58  |

## Informationen zu einzelnen Liedern
10 Jahre
Dieses Lied wurde zum 10-jährigen Jubiläum der Onkelz geschrieben. Es sollte die Wut der Band über die Medienberichterstattung zum Ausdruck bringen. In der Studioversion singt „Trimmi“ im Chor des Refrains mit.
Nichts ist für die Ewigkeit
„Nichts ist für die Ewigkeit“ handelt zum größten Teil von der eigenen Vergangenheit der Onkelz. Textpassagen wie „Glaubst du, dass ich Kinder töten kann?“ und „Glaubst du, ich bin nekrophil?“ beziehen sich auf frühere Veröffentlichungen der Band. Ersteres nimmt Bezug auf das Titelstück des ersten Albums Der nette Mann. Zweiteres bezieht sich auf das Lied Nekrophil.
Keine ist wie du
Anfangs sagte Stephan Weidner in Konzertansagen, dieses Lied handele vom ersten Sex und von der ersten Tätowierung. Später sagte er jedoch, dass es nur von der ersten Tätowierung handele.
Hast du Sehnsucht nach der Nadel?
Das Lied ist eine der ersten Auseinandersetzungen der Böhsen Onkelz mit der Heroin-Sucht von Kevin Russell. Der Text wurde von Stephan Weidner geschrieben. Auch der CD-Bonustrack Leiden geht in eine ähnliche Richtung.
Es ist soweit
Das Lied ist Namensgeber für das Album. In dem Lied wird die Situation von jemandem beschrieben, der zum Tode verurteilt wurde und nun hingerichtet werden soll. In diesem Song experimentierten die Onkelz erstmals mit Geigen.

## Chartplatzierungen
Nach Wiederveröffentlichung auf Schallplatte im März 2021 erreichte Es ist soweit Platz 21 der deutschen Albumcharts. Zur Erscheinungszeit konnte es sich nicht in den Charts platzieren.